# Bragi (zespół muzyczny)
Bragi – indonezyjski zespół popowy z Dżakarty. Został założony w 1996 roku.
W skład zespołu wchodziło czterech muzyków: bracia Reinaldi „Aldi” Hutomo Wahab, Reza „Echa” Wahab i Rendi Wahab oraz Erwin Indrawan. W 1997 r. wydali swój debiutancki album pt. Janji, który sprzedał się w nakładzie przekraczającym 150 tys. egzemplarzy, stając się punktem zwrotnym w ich karierze. W 1998 r. otrzymali nominację do nagród MTV Indonesia w kategorii najlepsze wykonanie grupowe.

## Dyskografia
Źródło: .
Albumy studyjne
- 1997: Janji
- 1998: Semua Cinta
- 2000: Belahan Jiwa
- 2004: Bragi 4

Kompilacje
- 2007: The Best of